# اختلال ضال (الموسم 1)
عُرض الموسم الأول من المسلسل الدرامي الأمريكي بريكينغ باد (اختلال ضال) لأول مرة في 20 يناير 2008 وانتهى في 9 مارس 2008. يتكون الموسم من سبع حلقات، مدة كل حلقة منها حوالي 48 دقيقة، باستثناء الحلقة التجريبية (الأولى) والتي يبلغ مدتها حوالي 58 دقيقة. بثّت إيه إم سي الموسم الأول على أيام الأحد في تمام الساعة 10:00 مساءً في الولايات المتحدة. كان الموسم الأول سيتألف من تسع حلقات، ولكن خُفِضَ إلى سبع حلقات بسبب مشاكل وإضرابات حدثت للكاتب. أُصدِرَ دي في دي الموسم الأول في الولايات المتحدة، وبورتوريكو، وكندا، وبرمودا في 24 فبراير 2009. كما صدرت نسخة البلو راي في هونغ كونغ، واليابان، وكوريا الشمالية، وكوريا الجنوبية، ومنطقة ماكاو، وسنغافورة، وتايوان، وأوقيانوسيا، باستثناء أستراليا ونيوزيلندا، وجنوب شرق آسيا في 16 مارس 2010.

## الحلقات
| ر. الإجمالي | ر. في الموسم | العنوان                         | المخرج        | الكاتب       | تاريخ العرض الأصلي | عدد المشاهدات في الولايات المتحدة (بالمليون) |
| ----------- | ------------ | ------------------------------- | ------------- | ------------ | ------------------ | -------------------------------------------- |
| 1           | 1            | «بايلوت»                        | فينس غيليغان  | فينس غيليغان | 20 يناير 2008      | 1.41                                         |
| 2           | 2            | «القط في الحقيبة...»            | آدم بيرنستاين | فينس غيليغان | 27 يناير 2008      | 1.49                                         |
| 3           | 3            | «...والحقيبة في النهر»          | آدم برنستاين  | فينس غيليغان | 10 فبراير 2008     | 1.08                                         |
| 4           | 4            | «رجل السرطان»                   | جيم مكاي      | فينس غيليغان | 17 فبراير 2008     | 1.09                                         |
| 5           | 5            | «المادة الرمادية»               | تريشيا بروك   | باتي لين     | 24 فبراير 2008     | 0.97                                         |
| 6           | 6            | «بطاقات مجنونة لا قيمه لها»     | برونوين هيوز  | جورج ماستراس | 2 مارس 2008        | 1.07                                         |
| 7           | 7            | «صفقة من نوع الأشياء غير الخام» | تيم هنتر      | بيتر غولد    | 9 مارس 2008        | 1.50                                         |